# Mark Z. Danielewski
Mark Z. Danielewski (Nova York, 5 de març de 1966) és un escriptor nord-americà que es va donar a conèixer amb la seva novel·la debut La casa de fulles (2000). L'obra de Danielewski es caracteritza per la seva estructura formal experimental (narració a diferents nivells, variacions tipogràfiques, ocupació de la distribució del text sobre el paper com a recurs narratiu, etc.) en un estil conegut com a escriptura visual o literatura ergòdica. Va estudiar literatura anglesa a la Yale University i cinema a la USC School of Cinema-Televisionde Califòrnia. Ha publicat les novel·les The Whalestoe Letters (2000), The Fifty Year Sword (2005) i Only Revolutions (2006). La seva primera obra, House of Leaves (2000), és la més coneguda i conté les característiques principals de tota la seva producció literària: una estructura formal experimental amb diferents nivells de narració, variacions tipogràfiques i ús de la distribució del text com a recurs narratiu, en un estil de literatura visual que trenca la linealitat narrativa.